# Bimenes

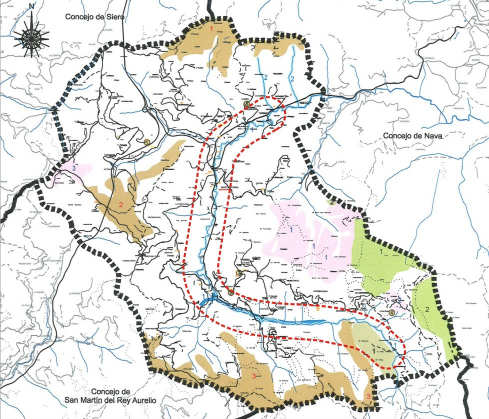
Mapa del conceyu de Bimenes.

Bimenes és un conceyu de la Comunitat Autònoma del Principat d'Astúries. Limita al nord amb Siero i Nava, al sud amb Llaviana i Samartín del Rei Aurelio, a l'est amb Nava i a l'oest amb Samartín del Rei Aurelio i Siero. És a la zona centre oriental d'Astúries. El seu capital és Martimporra, a una distància de 32 quilòmetres d'Oviedo i la seva principal via de comunicació és l'AS-25, que segueix paral·lela al curs fluvial de riu Pra. Els nuclis més poblats d'aquest conceyu són, per aquest ordre: Martimporra capital del conceyu, Santuyano, Rozaes, Suares, Melendreros i Taballes.

## Història

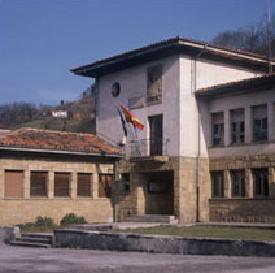
Ajuntament de Bimenes en 2007

### Prehistòria i antiguitat
Les seves primeres notícies van anar d'assentaments humans del Neolític, que van deixar els seus testimoniatges en tombes tumulares, com són les de Piedrafita, o les de Lancosa. Anteriorment, no hi ha vestigis de l'ocupació paleolítica. Els castros, van ser localitzats en el Pico Castiello, on es van trobar restes de ceràmica romana. Prop de les mines de Melendros, van ser trobats altres dos castros, els de La Millar i el de Santa Cristina, relacionats amb labors minaires. No es pot descartar que aquests assentaments seguissin sota l'ocupació romana, però no hi ha restes que ho demostrin.

### Època medieval
En l'edat mitjana, hi ha escassesa de fonts escrites, encara que tenim referència d'una donació conservada en el monestir de San Vicente a Oviedo de 1161, per la qual Didaco Petri dona a la seva esposa una hereteu de la seva propietat a Ulimenes. Ja al final del medievo, aquestes terres formaven part de les possessions dels Noreña, al llinatge dels quals pertanyia Rodrigo Álvarez d'Astúries, poderós magnat d'aquesta família, que en el seu testament transfereix al monestir de San Vicente d'Oviedo la jurisdicció i el domini sobre les terres de Bimenes, excepte les joueries de San Millano i Fontoria que passarien al monestir de Santa María de Vega. El domini de San Vicente és gairebé complet sobre el municipi, mantenint el seu predomini fins a 1583, en el qual el seu senyoriu va ser redimit als seus habitants, que van pagar 800.000 maravedins quedant lliures i passant a constituir conceyu independent i a integrar-se en la Junta General del Principat, dintre del partit del bisbat, encara que mai havia estat sota el senyoriu episcopal.

### Època contemporània
En el segle xix, el sector lliure format per la noblesa compta amb uns vedats importants, com van anar: el vedat de Taballes pertanyent al marquès d'Estrada, amb una extensió de 4.000 dies de bous i el vedat de Melendreros, pertanyent al comte de Nava, de més extensió, 4.200 dies de bous. Tot això canviarà amb l'entrada del segle xx, que portarà grans transformacions, sobretot administratives, desapareixent tots els vedats senyorials i incorporant-se a la jurisdicció ordinària. D'altres transformacions van ser les econòmiques, començant per les activitats mineres, amb petites mines superficials, explotades mitjançant petites galeries.
Hi ha nous projectes, com l'establiment del ferrocarril de via estreta, que permetrà acostar el carbó de Bimenes als ports costaners. L'arribada del ferrocarril, portarà un canvi en les explotacions mineres, amb obertura de pous molt més profunds, i una complexa xarxa de galeries subterrànies, però no comparables a les mines de les conques del Cabal i del Nalón, que van arribar a degradar el seu tradicional paisatge. Totes aquestes transformacions van portar molts canvis, i entre aquests, els canvis socials. Així, els moviments obrers van arrelar amb força i en el segle XX marcarien la història d'aquest conceyu.
En la Guerra Civil, Bimenes va quedar enclavat en la zona republicana del Front Nord fins que, en 1937, aquest va caure. Després de la postguerra el desenvolupament del municipi va estar relacionat amb el desenvolupament de la mineria en els conceyos veïns.
Bimenes prové del llatí vinies. En aquesta zona es van allotjar tribus nòmades ramaderes i van començar l'explotació de la mineria a molt petita escala i en explotacions superficials.
El 4 de juliol de 1997, l'Ajuntament de Bimenes, dirigit per Joaquín García (IU) va protagonitzar un fet històric al declarar l'oficialitat de l'asturià dintre del conceyu, originant una reacció de diversos conceyos on també tiren endavant mocions que decreten explícitament la cooficialitat: Morcín, Castrillón, Casu, Teberga, Llaviana, Llangréu i Llanera. Finalment, el Tribunal Superior de Justícia del Principat declara nul·les totes les mocions, estipulant que la competència lingüística és únicament seva. Malgrat tot, des de llavors, tots els estius se celebra en Bimenes la Fiesta de la Oficialidá, en commemoració d'aquells fets.

## Parròquies
Bimenes es divideix en tres parròquies.
- Santu Medero
- Santuyano
- Suares

## Evolució demogràfica
Bimenes, va anar dels primers conceyos que es va dedicar a explotar els seus recursos de carbó, encara que fa diversos anys viu un període de forta recessió, no només en la mineria sinó també en l'agricultura. Això va portar altra conseqüència, que va anar una disminució demogràfica de gran grandària. Si la població a principis de segle XX era de 2.891 persones, a mitjan segle va arribar a la seva cota màxima de 4.550 persones, descendint lentament fins avui dia que té al voltant de 2.134 persones. La seva població es distribuïx en caserius, que estan concentrats en la vall del riu Pra.
Una cosa a destacar és el grau d'envelliment de les seves dones, de les quals una de cada tres té més de 60 anys, però en general la seva població adulta representa el 50% de la població del conceyu, repercutint en la seva economia, ja que van deixar de treballar les terres que era un motor econòmic important del conceyu. Tot això va ser a causa d'una emigració que va ser canviant a diferents llocs segons la demanda en cada època. Així des de finals del segle xix, l'emigració va anar a diferents països d'Amèrica, a principis del segle xx, la demanda de mà d'obra estava a Europa central, que era la seva segona destinació, per a canviar en els últims anys, a una destinació una mica més favorable, cap als conceyos més industrialitzats d'Astúries: Gijón, a Siero, a Navia i altres llocs de les conques mineres.

## Economia
Només existeix una activitat econòmica de cert relleu, que és la de béns i serveis, la missió dels quals és satisfer les necessitats de la seva població, però que obté els seus diners en altres conceyos.

## Política
Al conceyu de Bimenes, des de 1979, el partit que més temps ha governat, ha estat Izquierda Unida de la mà de l'alcalde, Joaquín García Xuacu. A més cal destacar la gran presència que tenen els partits locals, sent l'actual alcalde José Emilio González Aller, del Bloc Independent de Bimenes.
|      | BIB | IU-BA | PSOE | PP | BISODE | PAS | Altres | Total |
| ---- | --- | ----- | ---- | -- | ------ | --- | ------ | ----- |
| 2003 | 3   | 1     | 2    | 1  | 3      | 1   | 0      | 11    |
| 2007 | 7   | 1     | 1    | 0  | 0      | 0   | 0      | 9     |

## Personatges il·lustres
- Xulio Vixil (1964), escriptor en asturià.